# Suren Papikjan

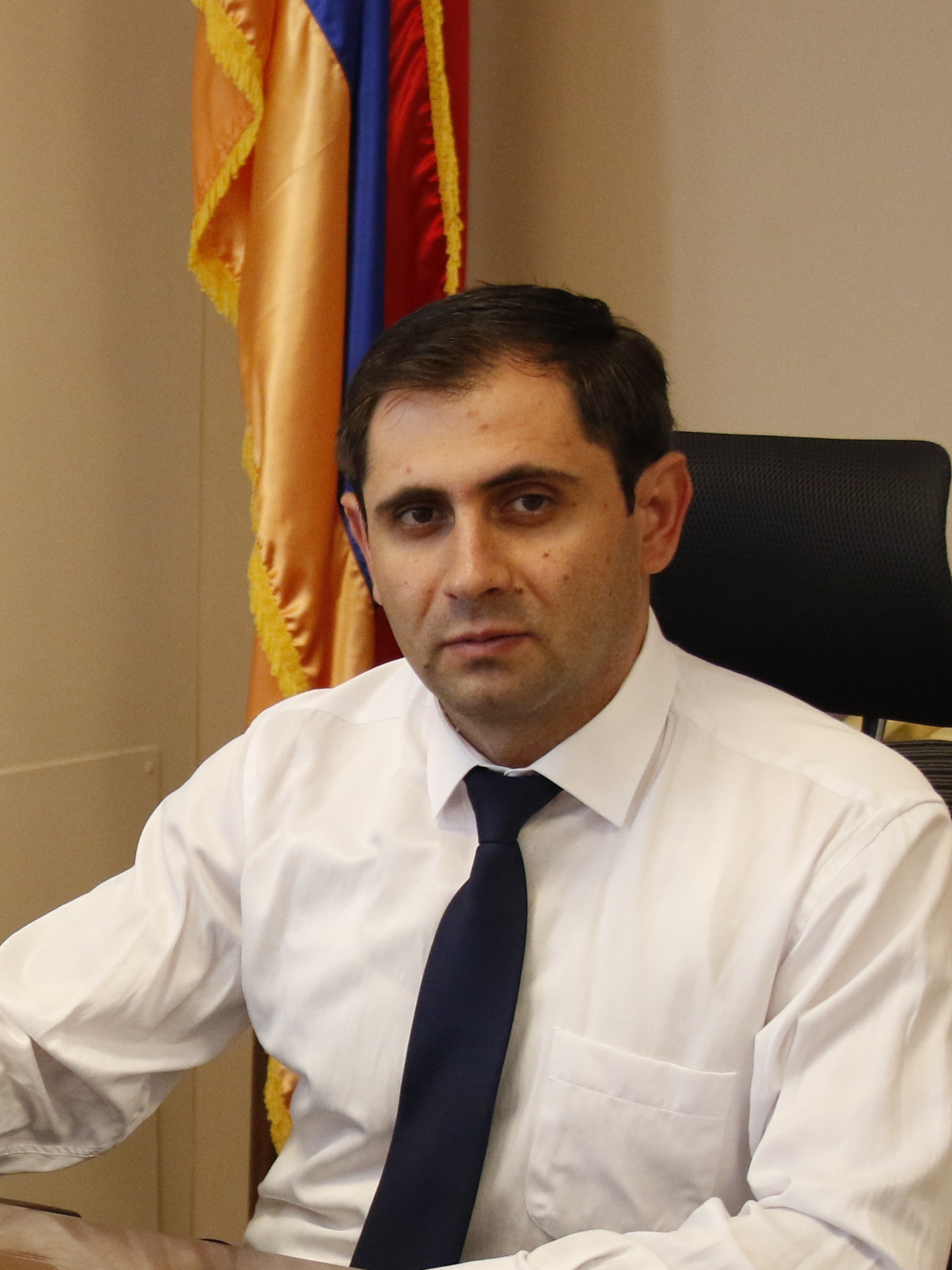
Suren Papikjan (2018)

Suren Papikjan (armenisch: Սուրեն Պապիկյան, geboren am 26. April 1986 in Stepanawan, Armenische SSR, Sowjetunion) ist ein armenischer Politiker (Partei Zivilvertrag) und seit November 2021 Verteidigungsminister der Republik Armenien im dritten Paschinjan-Kabinett. Davor war er bereits Minister für territoriale Verwaltung und Infrastruktur sowie kurzzeitig Vize-Premierminister.

## Werdegang
Papikjan wurde in der im Norden der heutigen Republik Armenien gelegenen Stadt Stepanawan geboren. An der Historischen Fakultät der Staatlichen Universität Jerewan studierte er von 2003 bis 2010 und erwarb einen Bachelor-Abschluss in Geschichte und Pädagogik. Parallel zu seinem Master-Studium begann er (bis 2016) als Geschichtslehrer an der High School Nr. 54 und von 2011 bis 2018 auch als Lehrer am College "Quantum" in Jerewan zu arbeiten. 2012 erwarb er seinen Master-Abschluss, erneut von der Historischen Fakultät der Staatlichen Universität Jerewan. Bis 2016 folgten daraufhin Teilnahmen an postgraduierten Kursen der Staatlichen Universität Sankt Petersburg.
Seine politische Laufbahn begann mit seinem Engagement in der von Nikol Paschinjan gegründeten Partei Zivilvertrag. Von 2017 bis 2018 gehörte er der Jelk-Fraktion des Jerewaner Stadtparlamentes an. Bei den zur sogenannten Samtenen Revolution von 2018 führenden Protesten war er ein Mitstreiter von Protestführer Paschinjan. In der daraufhin von Paschinjan gebildeten Minderheitsregierung wurde Suren Papikjan zum Minister für Gebietsverwaltung und Entwicklung ernannt, im nachfolgenden zweiten Paschinjan-Kabinett blieb er in dieser Position unter dem Titel Minister für Gebietsverwaltung und Infrastruktur. Im 2021 gebildeten dritten Paschinjan-Kabinett war er kurzzeitig einer der zwei Vize-Premierminister (2. August bis 15. November), bevor er am 15. November zum Verteidigungsminister ernannt wurde.
Seit dem 6. November 2021 ist Papikjan auch Vorsitzender des Kuratoriums der Staatlichen Universität Jerewan. Er ist Mitglied des Parteivorstands von Zivilvertrag und war vom 16. Juni 2019 bis zum Oktober 2022 auch Vorstandsvorsitzender der Partei.

## Ehrungen und Auszeichnungen
- 2011: Silbermedaille des Studentenrates der Staatlichen Universität Jerewan
- 2016: Garegin-Nschdeh-Medaille des armenischen Verteidigungsministeriums[4]

## Privates
Papikjan ist verheiratet und hat eine Tochter.